# Нестор (Куліш)
Нестор Куліш (25 листопада 1925 — серпень 2005) — український релігійний діяч, єпископ Черкаський і Чигиринський УПЦ КП, митрополит Переяславський УПЦ КП, митрополит Одеський та Балтський УПЦ КП. Митрополит Української апостольської православної церкви. 

## Життєпис
Народився 25 листопада 1925 р. в селі Піщанка Херсонській області (с. Сірогози Мелітопольської округи на Херсонщині в УРСР).
У 1951 році закінчив Одеську духовну семінарію.
У 1954 році закінчив навчання в Московській духовній академії. Після прийняття пресвітерського сану здійснював парафіяльне служіння в Одеській єпархії Російської православної церкви.
1992 році увійшов до УПЦ КП, де був пострижений у чернецтво і 15 листопада 1992 р. висвячений на єпископа Черкаського і Чигиринського.
У його архиєрейській хіротонії брали участь наступні ієрархи: митрополит Київський і всієї України Філарет (Денисенко), митрополит Переяславський і Січеславський Антоній (Масендич), єпископ Білоцерківський, вікарій Київської єпархії Володимир (Романюк).
1994 р. єпископ Нестор Куліш зведений у сан Архиєпископа, митрополит Переяслав-Хмельницький, 1995 р. — вікарія Київської єпархії.
1997 р. призначений Архиєпископом Одеським і Балтським УПЦ КП (до 19 лютого 1998 р.), потім Митрополитом Переяславським і Богуславським.
19 лютого 1998 — митрополит Нестор зрадив єпископській присязі, після чого виведений за штат УПЦ КП, після чого проживав як емерит в місті Києві. 
2001 р. — митрополит Нестор Куліш увійшов до складу новоствореної Української Апостольської Православної Церкви, де був наділений титулом «Митрополита Одеського, Екзарха Молдови». Хоча храмів своїх не мали і церковні служби правили в приватних приміщеннях
Останній раз під цим титулом згадувався 2003 р. (не пізніше серпня 2005 р.).
Певний час перебував у Румунії, де намагався увійти до кліру Румунської Православної Церкви. Згідно сайту Марка Марку, помер у серпні 2005 року.